# Al Bu Sa'idi

Bandiera del Sultanato dell'Oman

Bandiera del Sultanato di Zanzibar

La dinastia Āl Bū Saʿīdī (in arabo: آل بو آل, alternative: Āl Bū Saʿīd o Al-Busaidi, pronuncia araba: æl Busaidi) è la casa reale al potere del Sultanato dell'Oman ed ex casa reale al potere del Sultanato di Masqat e Zanzibar (1840-1856) e del Sultanato di Zanzibar (1856-1964).
La tribù di Al Said affonda le sue radici in una tribù araba, i Banu Azd, attraverso un antenato patrilineare, al-'Atik b. al-Asad b. Imran, che si stabilì a Dibba (Dabá), ragion per cui la banda era anche conosciuta come "Azd di Daba". Come altri Qahtani, gli Azd provenivano originariamente dallo Yemen e migrarono verso Nord dopo la distruzione della diga di Ma'rib; le prove archeologiche rinviano all'epoca sasanide, intorno al III o IV secolo d.C., un periodo di precario dominio persiano.
La loro ascesa a posizioni di potere dipese dai rapporti speciali stabiliti con i governanti persiani, che riconoscevano gli Azdei come "re degli Arabi", secondo alcune iscrizioni del VI secolo d.C.. Al capo della confederazione Azd fu dato il titolo di "buland" (بُلند), un appellativo sasanide derivato dalla parola della lingua pahlavi (o medio persiano) equivalente a "eminenza" o "altezza", successivamente arabizzato sotto forma di al-julandā (الجُلندا) per identificare i primi governanti dell'Oman.
Con l'arrivo dell'Islam, i sasanidi dell'Oman entrarono in conflitto con i re azdi convertiti. Le sorti del conflitto volsero a favore degli arabi quando furono raggiunti dalle forze musulmane inviate da Maometto da Medina: con le successive campagne militari le cittadelle sasanidi furono sopraffatte e le loro forze espulse dal 630 d.C.. Con l'ascesa dell'Islam, gli Azd si affermarono come forza trainante nelle successive conquiste musulmane e più tardi durante il Califfato omayyade attraverso il condottiero Al-Muhallab ibn Abi Sufra (Abu Said), capostipite della tribù di Al Busaid. Significativamente, è con gli Azd che iniziano la maggior parte delle cronache universali preislamiche degli arabi.

## L’ascesa
Ahmed bin Sa'id Āl Bū Saʿīdī, un astuto tattico militare, era il governatore di Sohar quando una flotta persiana attaccò la città. Resistette per nove mesi, costringendo infine il comandante  dell'esercito di Nader Shah a scendere a patti e a lasciare il paese nel giro di pochi anni. Eletto imam nel 1744, diede così inizio alla dinastia. I suoi discendenti preferirono al titolo religioso quello onorifico di sceicco, ancora oggi detenuto dai membri della famiglia reale; rinunciarono così a ogni pretesa di autorità spirituale, pur incoraggiando al tempo stesso gli studi islamici.
Il commercio fiorì durante i trentanove anni di regno di Ahmed e la marina omanita si sviluppò nell'Oceano Indiano, seconda solo a quella della Gran Bretagna, rivelandosi capace di cacciare le forze persiane dall'intera regione e di proteggere le navi ottomane nel Golfo di Oman, nell'Oceano Indiano e sulla Costa dei pirati dei cosiddetti Stati della Tregua
Quando morì nel 1778, l'ulema insediò al posto di Ahmed suo figlio, Sa'id bin Ahmad, molto religioso, ma poco interessato ai compiti amministrativi. Poiché i principi dell'Ibadismo permettevano di ripartire le competenze religiose, amministrative e militari tra i capi, si trasferì a Rustaq, dove rimase fino alla sua morte, nel 1811.
Il figlio e successore di Sa’id, Hamad bin Sa'id nel 1783 trasferì la capitale dalla città di Rustaq, sita nell’interno, a quella costiera di Mascate, prese il titolo di sultano, che implicava un potere puramente politico, e favorì una serie di riforme, ma morì improvvisamente nel 1792 di vaiolo.

## L'alleanza con l'impero britannico
Il sultano bin Ahmed assunse il controllo del governo dopo la morte di suo nipote e rafforzò la già potente flotta con l'aggiunta di numerose navi da guerra e di agili navi da carico. Aveva anche bisogno di un forte alleato che lo aiutasse a riprendere il controllo di Mombasa dal clan Mazrui, a combattere il movimento che si diffondeva dall'attuale Arabia Saudita e a tenere le tribù Qasimi della città persiana di Bandar Lengeh fuori dall'Oman; e lo trovò nella Gran Bretagna. Alla fine del XVIII secolo, il secondo impero britannico era in guerra con la Francia ed era al corrente dei piani di Napoleone per marciare attraverso la regione, occupare Mascate e da lì tentare l'invasione dell'India. 
Nel 1798 la Gran Bretagna e l'Oman stipularono un trattato di commercio e di navigazione. Il sultano bin Ahmed si impegnò a difendere gli interessi britannici in India e i suoi territori furono così posti al riparo dalle mire francesi. Permise inoltre alla Compagnia britannica delle Indie orientali di stabilire la prima stazione commerciale nel Golfo Persico, consentendo l'invio di un console britannico a Mascate. Oltre a sconfiggere Bonaparte, gli inglesi avevano un altro motivo per concludere un trattato con l'Oman: fare pressione sul sultano per porre fine alla schiavitù, dichiarata illegale in Gran Bretagna nel 1772. 
A quel tempo il traffico dall'Africa verso l'Oman era ancora vivace e la posizione di Zanzibar come importante centro commerciale si rafforzò ulteriormente quando le forniture di avorio dal Mozambico all'India crollarono a causa degli eccessivi dazi portoghesi all'esportazione e i commercianti cominciarono a far transitare l'avorio attraverso Zanzibar. 
Le navi da guerra omanite erano in impegnate in continue schermaglie lungo il Golfo, il che costituiva una preoccupazione per il sultano. Fu proprio nel corso di una delle sue sortite a bordo di una nave nel Golfo Persico, nel 1804, che il sultano Sayyid fu colpito alla testa da un proiettile vagante. Il suo corpo fu sepolto a Bandar Lengeh. 

## Sovrani degli Āl Bū Saʿīdī

### Sovrani di Mascate e Oman, poi dell'Oman
1. Imām Aḥmed bin Saʿīd bin Aḥmed bin Muḥammad Abū Hilāl (1749-1783)
2. Imām Saʿīd bin Aḥmad bin Saʿīd (1783-1786)
3. Imām Ḥamd bin Saʿīd (1786-1792)
4. Sayyid Sulṭān bin Aḥmad bin Saʿīd (1792-1804)
5. Sayyid Sālim bin Sulṭān (1804-1806)
6. Sayyid Sulṭān Saʿīd bin Sulṭān bin Aḥmad (1806-1856)
7. Sulṭān Thuwaynī bin Saʿīd bin Sulṭān (1856-1866)
8. Sulṭān Sālim bin Thuwaynī bin Saʿīd (1866-1868)
9. Sulṭān ʿAzzān bin Qays bin ʿAzzān (1868-1871)
10. Sulṭān Turkī bin Saʿīd bin Sulṭān (1871-1888)
11. Sulṭān Fayṣal bin Turkī bin Saʿīd (1888-1913)
12. Sulṭān Taymūr bin Fayṣal bin Turkī (1913-1932)
13. Sulṭān Saʿīd bin Taymūr bin Fayṣal (1932-1970)
14. Sulṭān Qābūs bin Saʿīd (1970-2020)
15. Sulṭān Haitham bin Tariq Al Said (2020-)

### Sovrani di Zanzibar
1. Sulṭān Majid bin Said (1856–1870)
2. Sulṭān Barghash bin Said (1870–1888)
3. Sulṭān Khalifah bin Said (1888–1890)
4. Sulṭān Ali bin Said (1890–1893)
5. Sulṭān Hamad bin Thuwaini (1893–1896)
6. Sulṭān Khalid bin Barghash (1896)
7. Sulṭān Hamoud bin Mohammed (1896–1902)
8. Sulṭān Ali bin Hamud (1902–1911)
9. Sulṭān Khalifa bin Harub (1911–1960)
10. Sulṭān Abdullah bin Khalifa (1960–1963)
11. Sulṭān Jamshid bin Abdullah di Zanzibar (1963–1964)